# Ginou Etienne
Ginou Etienne (12 januari 1985) is een Haïtiaanse atlete, die is gespecialiseerd in de sprint. Etienne vertegenwoordigde haar land eenmaal op de Olympische Spelen.

## Loopbaan
Etienne studeerde aan de William H. Turner Technical Arts High School in Miami, met als hoofdvak biologie. Voor deze school kwam ze uit in het hardloopteam. Op de Olympische Spelen van 2008 in Peking nam ze deel aan de 400 m. Hier sneuvelde ze in de kwalificatieronde met een tijd van 53,94 s.
Etienne heeft een broer en twee zussen.

## Persoonlijke records
Outdoor
| Onderdeel | Prestatie | Datum       | Plaats      |
| --------- | --------- | ----------- | ----------- |
| 400 m     | 51,94 s   | 29 mei 2004 | Gainesville |
| 800 m     | 2.04,26 s | 27 mei 2006 | Greensboro  |

Indoor
| Onderdeel | Prestatie | Datum           | Plaats       |
| --------- | --------- | --------------- | ------------ |
| 400 m     | 52,47 s   | 10 maart 2007   | Fayetteville |
| 800 m     | 2.12,42 s | 15 januari 2006 | Gainesville  |